# Guildhall, Salisbury
Guildhall je meščanska stavba v Salisburyju v Angliji. Služi kot prizorišče srečanj mestnega sveta Salisburyja.

## Lega
Stoji v središču Salisburyja na južni strani trga Market square. Queen Street poteka takoj vzhodno od hiše in Fish Row na jugu. Severno od Guildhall na Market Square je vojni spomenik.

## Arhitektura in zgodovina
Prva cehovska dvorana, znana kot »škofovska cehovska dvorana«, je bila zgrajena na pobudo salisburyjskega škofa Simona iz Genta okrog leta 1314. Imenovana je bila zato, ker je bil to kraj, kjer je škof izvrševal svoje fevdne pravice. Drugo stavbo, znano kot Hiša sveta, je leta 1585 zgradil Merchants Guild severno od prvotne stavbe. Potem ko je stavba Sveta zgorela v požaru na banketu, so jo leta 1780 z darilom Jacoba Pleydella-Bouverieja, 2. grofa Radnorja, ponovno zgradili.
Leta 1785 se je škof odpovedal svojim pravicam trškega uradnika, v zameno pa je bil oproščen svojih obveznosti vzdrževanja cehovske hiše. To je omogočilo porušitev starega škofovega ceha, ki je bil dotrajan.
Sedanja stavba, ki sta jo zasnovala sir Robert Taylor in William Pilkington, je bila zgrajena na mestu nekdanje škofovske cehovnice in dokončana leta 1795. Zasnova je vključevala portik s stebri dorskega reda s triglifnim frizom zgoraj; na vsaki strani portika so bila vstavljena visoka obokana okna. Soba za veliko poroto je bila dodana leta 1829.
Simetrično oblikovana reprezentativna stavba ima srednji del, ki nekoliko izstopa iz severne fasade in vsebuje vhod, do katerega vodijo štiri stopnice. Prevladuje portik, ki ga tvori šest stebrov. Mestni grb Salisburyja je prikazan nad vhodnimi vrati. Portik je bil prvotno na zahodni strani hiše in je bil šele kasneje prestavljen na sedanjo lokacijo.
Levo in desno od vhoda je veliko obokano okno. Tako vogali stavbe kot okenske odprtine so opremljeni z vogalnimi bloki.
Leta 1829 je bila hiša predelana, zlasti je bila dodana dvorana za veliko poroto. Poleg tega so bili ustvarjeni dodatni prostori za sodišča in sodnike. Tudi v obdobju, ki je sledilo, je prišlo do nadaljnjih sprememb. Od leta 1835 je stavba pripadala občinski upravi.
Septembra 1884 je pred cehovsko dvorano odjeknila bomba. Aprila 1885 so identificirali in aretirali lokalne storilce; po sodnikovem mnenju je obtožene »motivirala nagajiva želja po vznemirjanju javnosti«.
Stavba, ki je bila zbirališče občinskega okrožja Salisbury skozi večji del 20. stoletja, je leta 1974 postala sedež okrožja Salisbury. Vse obravnave sodnikov v Salisburyju so potekale v sodni dvorani v zahodnem krilu cehovske dvorane. Sredi 1980-ih so v hiši Alexandra na ulici St John's Street zgradili dodatne sodne objekte za namestitev kronskega in okrožnega sodišča. Princesa Diana je obiskala Guildhall 14. maja 1991.
Po ukinitvi okrožja leta 2009 je Guildhall postal kraj srečanja novoustanovljenega mestnega sveta Salisburyja.
Hiša je bila v letih 2010/11 temeljito prenovljena. Izboljšana je bila tudi javna dostopnost. Od takrat je v stavbi mestni svet s pisarnami in sejno sobo.
Valižanski princ in vojvodinja Cornwallska sta obiskala Salisbury po napadu z živčnim strupom 22. junija 2018.
Od 28. februarja 1952 je uvrščena med spomeniško zaščitene stavbe in je navedena kot posebej pomembna stavba splošnega pomena v kategoriji Grade II* angleškega seznama spomenikov s seznama.
Umetniška dela v cehovski dvorani vključujejo portret Johna de Critza Jakob VI. in I., portret Petra Lelyja John Seymour, 4. vojvoda Somerseta in sliko Georgea Cola, ki prikazuje pogled na Salisbury iz Harnham Hilla. Viktorijin križec, ki ga je prejel podpolkovnik Tom Adlam med prvo svetovno vojno, je prav tako na ogled v cehovski dvorani.
- Portik, 2008
- Portret salisburyjskega škofa Johna Fisherja (1748–1825) v Guildhallu